# 히가시하쿠라쿠역
히가시하쿠라쿠역(일본어: 東白楽駅, ひがしはくらくえき)은 일본 가나가와현 요코하마시 가나가와구에 있는 도쿄 급행 전철의 역이다. 역 번호는 TY19이다.

## 역사
- 1927년 3월 10일: 영업 개시.
- 1930년 11월 1일: 고가화.
- 2004년 1월 31일: 당역 부근에서 도요코 선의 단마치 역과 요코하마역 지하화에 따라 심야 시간대에 지하 노선 전환 작업이 시행됨.

## 역 구조
상대식 승강장 2면 2선의 고가역에서 가나가와 현도 요코하마카미아자부 선을 비스듬히 넘고 있다.
두 승강장에 엘리베이터가 설치되어 있다. 고가 밑에는 요코하마 시 관리의 공중화장실과 주차장이 설치되어 있다.

### 승강장
| 번호 | 노선      | 방향 | 행선                                                                                  |
| ---- | --------- | ---- | ------------------------------------------------------------------------------------- |
| 1    | 도요코 선 | 하행 | 요코하마・ 미나토미라이 선 모토마치·주카가이 방면                                     |
| 2    | 도요코 선 | 상행 | 시부야・ 후쿠토신 선 이케부쿠로・ 세이부 선 도코로자와・ 도부 도조 선 가와고에시 방면 |

## 역 주변
롯카쿠바시 상가의 남단에 위치한다. 요코하마카미아자부 도로에서 남쪽으로 가면 히가시카나가와역이고, 북쪽으로 가면 롯카쿠바시가 나온다.
- 가나가와 현립 가나가와 공업 고등학교
- 가나가와 현립 가나가와 종합 고등학교
- 요코하마 시립 니타니 초등학교
- 요코하마 니시카나가와 우체국
- 가나가와 간이 재판소
- 가나가와 구 검찰청
- 가나가와 공회당
- 가나가와 대학 요코하마 캠퍼스 - 도보 14분 또는 시영 버스 36, 82계통 탑승 시 5분
- 요코하마 체신 병원
- 도요코 플라워 녹도
- JR 동일본 게이힌 도호쿠 선・요코하마 선 히가시카나가와역
- 게이힌 급행 전철 게이큐 본선 게이큐 히가시카나가와 역

## 역명의 유래
하쿠라쿠 역 동쪽에 위치하고 있기 때문이다. 노선도 상으로는, 하쿠라쿠 역의 요코하마 근처에 위치하여 하쿠라쿠 역 서쪽에 있는 것처럼 보이지만 지도상에서 확인하면 하쿠라쿠 역과 당역 간에는 도요코 선은 남북으로 주행하고 있으며 당역은 하쿠라쿠 역보다 약간 동쪽에 위치하고 있다.

## 인접역
| 도쿄 급행 전철 도요코 선   | 도쿄 급행 전철 도요코 선 | 도쿄 급행 전철 도요코 선   |
| -------------------------- | ------------------------ | -------------------------- |
| TY 18 하쿠라쿠 시부야 방면 | ■ 각역정차               | 단마치 TY 20 요코하마 방면 |